# Tenatoprazole
Tenatoprazole là một thuốc ứng viên ức chế bơm proton đã được thử nghiệm lâm sàng như là một điều trị tiềm năng cho viêm thực quản trào ngược và loét dạ dày cho đến tận năm 2003. Hợp chất được phát minh bởi Mitsubishi Tanabe Pharma và được cấp phép cho Phòng thí nghiệm Negma (một phần của Wockhardt vào năm 2007). :22
Mitsubishi báo cáo rằng tenatoprazole vẫn còn trong các thử nghiệm lâm sàng giai đoạn I năm 2007 :27 và một lần nữa vào năm 2012. :17
Tenatoprazole có vòng imidazopyridine thay cho thuốc nhóm benzimidazole được tìm thấy trong các thuốc ức chế bơm proton khác, và có thời gian bán hủy dài hơn khoảng bảy lần so với các PPI khác.